# Adalîmivka, Verhnodniprovsk
Adalîmivka (în ucraineană Адалимівка) este un sat în comuna Malooleksandrivka din raionul Verhnodniprovsk, regiunea Dnipropetrovsk, Ucraina.

## Demografie
Componența lingvistică a localității Adalîmivka
     Ucraineană (98,34%)
     Rusă (1,66%)
Conform recensământului din 2001, majoritatea populației localității Adalîmivka era vorbitoare de ucraineană (98,34%), existând în minoritate și vorbitori de rusă (1,66%).